# Luis Hernández Rodríguez
Luis Hernández Rodríguez (Madrid, 1989. április 14. –) spanyol labdarúgó, jelenleg a  Cádiz hátvédje.

## Pályafutása
Luis Hernández Madridban született, és itt is kezdett el futballozni a Real Madrid utánpótlásában. 2012 januárjában 18 hónapra az akkor másodosztályú Sporting Gijón vette kölcsön. Szeptember 2-án debütált a felnőttek között. Kölcsönszerződése lejárta után a Gijón végleg megvette. Hamar alapemberré vált, az ott töltött idények alatt 28, 38, majd 41 mérkőzésen kapott lehetőséget. Miután a Gijón feljutott a La ligába, 2015 augusztus 23-án bemutatkozhatott az élvonalban is. 2016 június 23-án a Leicester Cty  négyéves szerződést kötött Hernándezzel.

## Külső hivatkozások
- Sporting Gijón official profile Archiválva 2014. október 10-i dátummal a Wayback Machine-ben
- Luis Hernández adatlapja a Soccerway oldalon (angolul)